# Olympische Jugend-Sommerspiele 2014/Teilnehmer (Namibia)
| Gelbes Symbol für Goldmedaillen mit stilisierten Olympischen Ringen | Graues Symbol für Silbermedaillen mit stilisierten Olympischen Ringen | Braundes Symbol für Bronzemedaillen mit stilisierten Olympischen Ringen |
| ------------------------------------------------------------------- | --------------------------------------------------------------------- | ----------------------------------------------------------------------- |
| —                                                                   | —                                                                     | —                                                                       |

Die Jugend-Olympiamannschaft aus Namibia für die II. Olympischen Jugend-Sommerspiele vom 16. bis 28. August 2014 in Nanjing (Volksrepublik China) bestand aus 30 Athleten. Sie konnten keine Medaille gewinnen.

## Athleten nach Sportarten

### Beachvolleyball
Mädchen
- Stephanie Palmhert
- Kim Seebach
Gruppenphase

### Bogenschießen
Jungen
- Xander Reddig
Einzel: 17. Platz
Mixed: 17. Platz (mit Wiktorija Oleksiuk  Ukraine)

### Fußball
Mädchen
- 6. Platz
- Kader
Asteria Angula
Jasmine Baas
Chaan Beukes
Chelsea de Gouveia
Luzane de Wee
Revival Gawanas
Christophine Hanse
Ignacia Haoses
Queandra Kasume Batista
Ivone Kooper
Mbitjitandjambi Mungunda
Nondiyo Noreses
Tarakuje Rukero
Anna Shaende
Ashley Solomons
Vetjiwa Tjivau
Beverly Uueziua
Bianca van Wyk

### Leichtathletik
Jungen
- Eugene Niemann
Speerwurf: 13. Platz

### Radsport
Jungen
- Tristan de Lange
- Pascal Marggraff
Mannschaft: 16. Platz
Mannschaft Mixed: 25. Platz (mit  Mauritius)

### Schwimmen
| Mädchen - Sonja Adbelaar 200 m Freistil: 33. Platz (Vorrunde) 200 m Lagen: 19. Platz (Vorrunde) - Zanré Oberholzer 50 m Rücken: 27. Platz (Vorrunde) 100 m Rücken: 21. Platz (Vorrunde) 200 m Rücken: 18. Platz (Vorrunde) | Jungen - Lushano Lamprecht 100 m Rücken: 31. Platz (Vorrunde) 200 m Rücken: 18. Platz (Vorrunde) |

### Tennis
Mädchen
- Lesedi Sheya Jacobs
Einzel: 1. Runde
Doppel: 1. Runde (mit Sandra Samir  Ägypten)
Mixed: 1. Runde (mit Guy Orly Iradukunda  Burundi)

### Trampolinturnen
| Mädchen - Jivanka Kruger Einzel: 11. Platz (Qualifikation) | Jungen - Reinhardt van Zyl Einzel: 12. Platz (Qualifikation) |